# Ourisia pygmaea
Ourisia pygmaea es una especie de planta con flores de la familia Plantaginaceae que es endémica de los hábitats montañosos de los Andes del sur de Argentina y Chile. En 1858, el botánico germano-chileno Rodolfo Amando Philippi describió O. pygmaea. Las plantas de esta especie son muy pequeñas y tienen un hábito rastrero con hojas glabras. También tienen corolas que son solitarias, blancas, bilabiadas y glabras (sin pelos) dentro del tubo de la corola, y un cáliz regular con 5 lóbulos ciliados divididos hasta la base.

## Taxonomía
Ourisia pygmaea pertenece a la familia de plantas Plantaginaceae.  En 1858, el botánico germano-chileno Rodolfo Amando Philippi describió O. pygmaea basándose en especímenes recolectados por otro naturalista germano-chileno, Francisco Fonck.   La localidad tipo de O. pygmaea es el "Cerro del Doce de Febrero"  (que hoy se conoce como el paso internacional de montaña Pérez Rosales) en la región chilena de Los Lagos. El holotipo y un isotipo se encuentran en el Museo Nacional de Historia Natural de Chile en Santiago (herbario SGO) (SGO 056379, SGO 043059) y hay otro isotipo en la Academia de Ciencias Naturales de la Universidad de Drexel (herbario PH).    
El epíteto específico "pygmaea" se refiere al pequeño tamaño de esta especie. Ourisia pygmaea es una de las especies más pequeñas de Ourisia, junto con O. fuegiana de los Andes del sur, O. modesta de Nueva Zelanda, O. muscosa y O. biflora de los Andes del norte. 
O. pygmaea se parece también a O. cotapatensis de los Andes del norte, pero se puede distinguir de esa especie por sus flores blancas y pedicelos glabros más largos, entre otras características. 
Ourisia pygmaea es morfológicamente más similar a dos otras especies de los Andes del sur de Chile y Argentina, es decir, O. fuegiana y O. breviflora.  Las plantas de estas tres especies tienen corolas bilabiadas y las partes de la planta son glabras (sin pelos) o sólo tienen pelos no glandulares.
En comparación con O. fuegiana, O. pygmaea tiene hojas y pecíolos glabros, brácteas florales sésiles, lóbulos de la corola extendidos y estilos más largos de 2,5 mm (mientras O. fuegiana tiene hojas y pecíolos peludos, brácteas florales pecioladas, lóbulos de la corola que no se extienden y estilos cortos de menos de 1,6 mm de largo).  
Ourisia pygmaea se puede distinguir de O. breviflora por sus corolas blancas, sus brácteas florales enteras, sésiles y pequeñas (<3,6 mm de largo) y sus pecíolos glabros (en cambio, O. breviflora tiene las corolas rosadas o lilas, las brácteas florales dentadas, pecioladas y más grandes (de más de 3,0 mm de largo) y los pecíolos peludos). 
La distribución geográfica de O. pygmaea (37°S a 45°S) no se superpone con la de O. fuegiana (46°S a 56°S), apenas se superpone con la de O. breviflora subsp. breviflora (44°S a 56°S), y se superpone casi por completo con la distribución de O. breviflora subsp. uniflora (37°S a 44°S). 

## Descripción

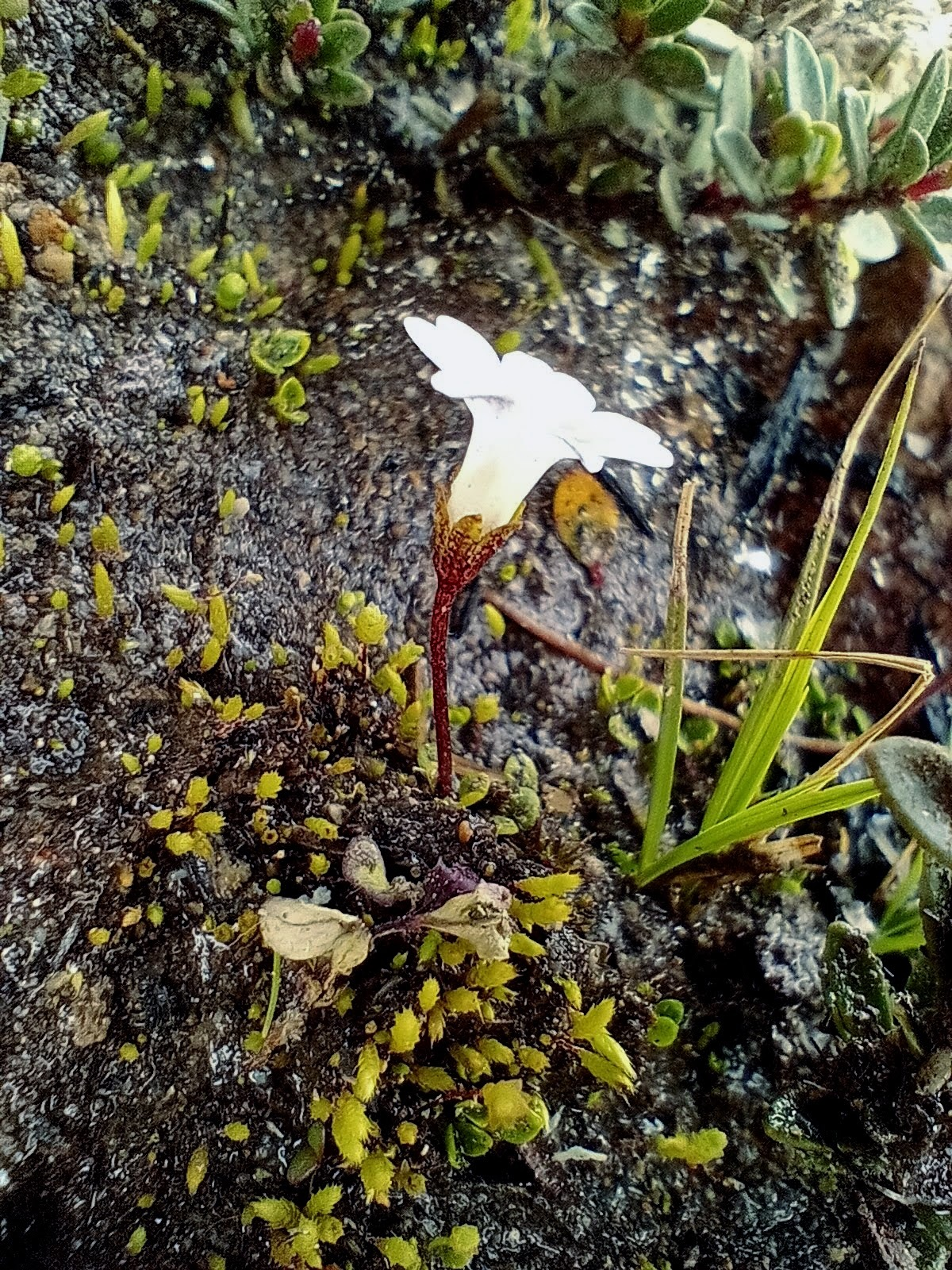
Pequeña planta de O. pygmaea con una flor en un hábitat húmedo de Bariloche, Argentina.

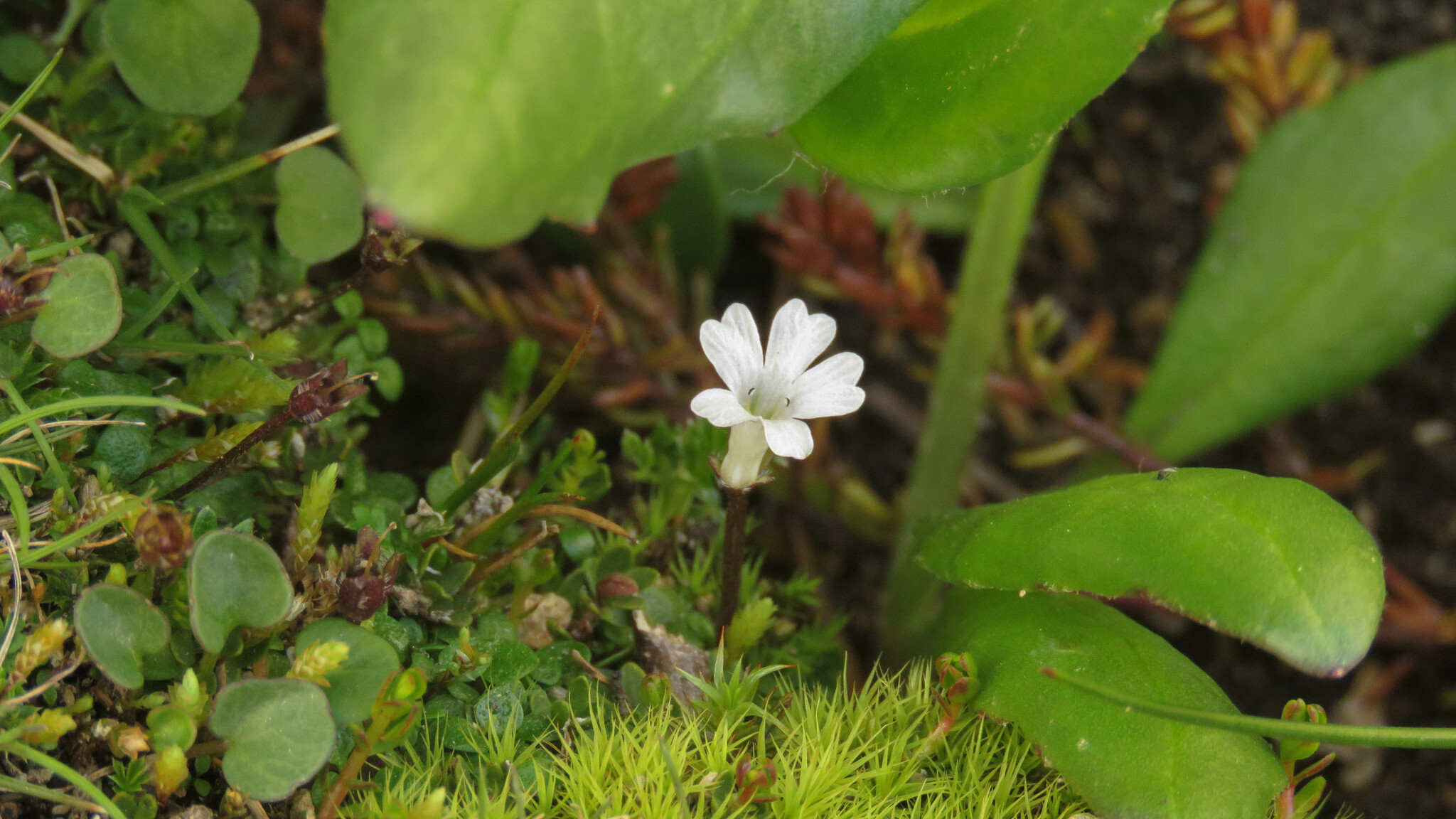
Planta con flor de O. pygmaea con otras plantas nativas, incluidos musgos.

Las plantas de Ourisia pygmaea son hierbas perennes y arrepentidas. Los tallos cortos miden entre 0,4 y 0,8 mm de ancho y son glabros (sin pelos). Las hojas son opuestas, muy agrupadas, pecioladas, de 1,4 a 5,3 mm de largo por 1,3 a 4,8 mm de ancho (relación largo:ancho 0,9–1,2:1). Los pecíolos de las hojas miden entre 1,3 y 6,4 mm de largo y suelen ser glabros o tener unos pocos pelos cortos no glandulares. Las láminas de las hojas son ovaladas, ampliamente ovadas o muy ampliamente ovadas, más anchas debajo de la mitad, con un ápice redondeado, una base cuneiforme o truncada y los bordes lisos o con muescas superficiales. La superficie superior de la hoja suele ser glabra o con unos pocos pelos cortos no glandulares, y la superficie inferior es glabra y punteada. Las inflorescencias son erectas, de hasta 38 mm de largo, con una flor solitaria, y cada planta tiene generalmente entre 1 y 3 inflorescencias. Cada flor tiene hasta 2 brácteas que son lanceoladas o estrechamente ovadas. Las brácteas son similares a las hojas pero más pequeñas, de 2,3 a 3,5 mm de largo y de 0,8 a 1,6 mm de ancho y son sésiles. Las flores nacen sobre un pedicelo de hasta 25,4 mm de largo que es glabro o a veces con algunos pelos cortos no glandulares o glandulares. El cáliz mide entre 3,2 y 4,2 mm de largo, y es regular, con los 5 lóbulos igualmente divididos hasta la base del cáliz, y generalmente glabro. La corola mide entre 8,3 y 11,5 mm de largo (incluyendo el tubo de la corolla de 4,2 a 6,7 mm de largo), y es bilabiado, recto, tubular-embutido, blanco y glabro por dentro y por fuera. Los lóbulos de la corola miden entre 2,0 y 4,5 mm de largo, son extendidos, obcordados u obovados y profundamente emarginados. Hay 4 estambres que son didínámicos, con los dos estambres largos y los dos estambres cortos incluidos o llegando a la apertura del tubo de la corola. El estilo mide entre 2,5 y 4,0 mm de largo, y es incluido, con un estigma emarginado o capitado. El ovario mide entre 1,0 y 2,0 mm de largo. Los frutos son cápsulas glabras con dehiscencia loculicida y los pedicelos fructíferos miden entre 18,0 y 22,0 mm de largo. Se desconoce el número de semillas en cada cápsula, y las semillas miden alrededor de 0,6 mm de largo y 0,3 mm de ancho, y son elípticas, con una cubierta reticulada (que tiene un patrón similar a una red) débilmente bicapa (o de una capa) con retículos primarios gruesos, lisos y poco profundos. 
Ourisia pygmaea florece desde diciembre hasta marzo y tiene frutos en febrero y marzo. 
El número de cromosomas de Ourisia pygmaea es desconocido. 

## Distribución y hábitat
Ourisia pygmaea es endémica de las montañas de los Andes del sur de Argentina y Chile desde aproximadamente los 37°S a los 45°S de latitud.  Esta especie se encuentra en las provincias argentinas de Neuquén, Río Negro y Chubut,  incluidos algunos parques nacionales,  y las regiones chilenas de Biobío, La Araucanía, Los Ríos y Los Lagos. Ocupa hábitats húmedos o rocosos desde 900 a 2500 m sobre el nivel del mar, a menudo cerca de agua corriente, a veces con musgos y juncos o debajo de la línea de árboles en el bosque de Nothofagus. 

## Filogenia
Se incluyó un individuo de O. pygmaea en un análisis filogenético de todas las especies del género Ourisia, utilizando marcadores de secuenciación de ADN estándar (dos marcadores de ADN ribosómico nuclear y dos regiones de ADN de cloroplasto ) y datos morfológicos.  En esos análisis, O. pygmaea siempre se formaba parte del clado de especies herbáceas del sur de los Andes con un alto apoyo estadístico, pero su posición en ese clado no estaba clara. 